# Перші поетеси: Кодекс давньогрецької жіночої поезії
«Перші поетеси: Кодекс давньогрецької жіночої поезії» — перше повне видання поетичних творів давньогрецьких поетес в українському перекладі. Упорядкував Тарас Лучук. Видало Видавництво «Астролябія» 2019 року в рамках проекту Класична та сучасна європейська література в Україні, підтриманого програмою Єврокомісії «Креативна Європа».

## Науковий апарат
Загалом упорядковано та прокоментовано понад 350 текстів (фрагментів) жіночої поезії. За основу взято канон давньогрецьких поетес Антіпатра Тессалоніцького та першу антологію давньогрецької жіночої поезії («Carmina novem illustrium feminarum», 1568), яку впорядкував італійський гуманіст, історик, археолог, антиквар, Фульвіо Орсіні (1529–1600), а також перший том «Оксиринхських папірусів» (1898) до публікації папірусу з колекції Ґріна (2014).
Також подано докладну історію попередніх українських перекладів грецьких поетес, що їх виколи Іван Франко, Михайло Соневицький, Андрій Содомора; проаналізовано давньогрецьке віршування та способи його передачі засобами української мови.
У Коментарях подано всі наявні біографічні відомості про кожну поетесу, історичні контексти і зв'язки з відомими історичними постатями; кожен вірш (фрагмент) текстологічно прокоментовано, пояснено стратегії перекладу; згадано, за наявності, інші переклади відповідного вірша чи фрагмента.

## Про упорядника й перекладача
Тарас Лучук (1962, Львів) — літературознавець, перекладач, поет. Теоретик літературного ар'єрґарду. Закінчив факультет іноземних мов Львівського державного університету ім. Івана Франка за спеціальністю «класична філологія» (1985) та аспірантуру Інституту літератури ім. Тараса Шевченка АН УРСР за спеціальністю «німецька література» (1989). Захистив дисертацію на тему: «Східноєвропейські корені творчості Йоганнеса Бобровського». Кандидат філологічних наук.
Працював в одному з науково-дослідних інститутів Національної академії наук України, завідував кафедрою класичних мов Українського Католицького Університету. Нині — доцент кафедри теорії літератури та компаративістики Львівського університету імені Івана Франка. Перекладає з латини, давньогрецької та німецької мов. Серед його набутків — твори Алкея з Мітіліни, Арістотеля, Ернста Гофмана, Сенеки, Платона.
Брат поета Івана Лучука, син письменника Володимира Лучука та письменниці Оксани Сенатович.